# Louis Henri François de Luzy-Pelissac
Louis Henri François de Luzy-Pelissac (Miribel, 13 agosto 1797 – Roybon, 28 maggio 1869) è stato un politico e generale francese e primo marchese di Luzy-Pelissac.

## Biografia
Entrato nell'esercito sotto la Restaurazione, fu colonnello nel 1844 e generale di brigata nel 1848. In servizio in Algeria, fu generale di divisione nel 1854. Fu insignito dell'onorificenza di Grand'Ufficiale della Legion d'Onore, il giorno dopo la battaglia di Solferino e San Martino. Fu consigliere generale del comune di Romans-sur-Isère e deputato della Drôme dal 1863 al 1869, sedendo nella maggioranza che sostenne il Secondo Impero. Nominato senatore il 6 maggio, morì poche settimane dopo.

## Fonti
- (FR)  Adolphe Robert, Gaston Cougny, Louis Henri François de Luzy-Pelissac in Dictionnaire des parlementaires français, 1889